# Oblázek

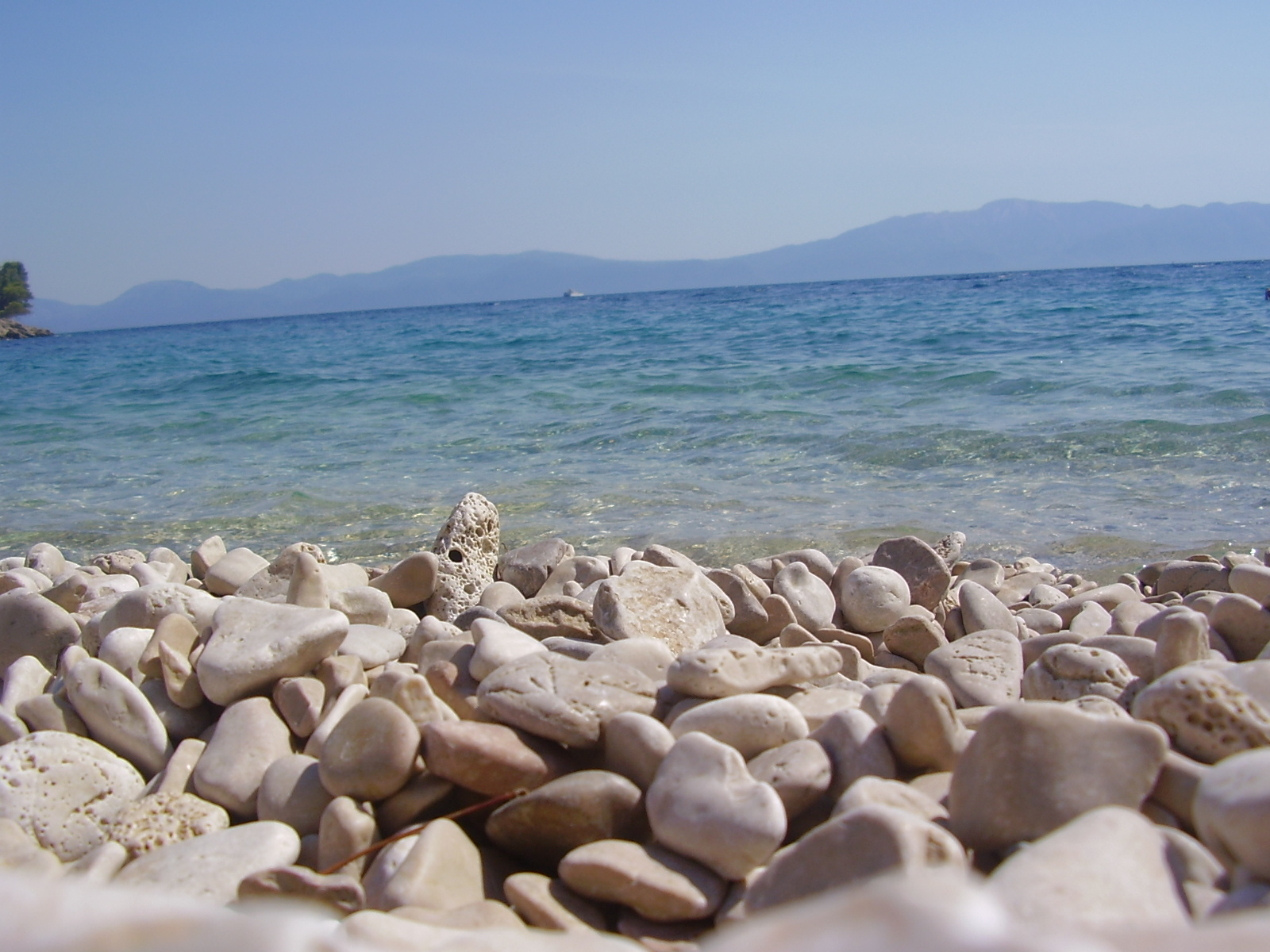
Oblázková pláž v chorvatském Drveniku

Oblázky jsou kameny, kterým se vzájemným třením v korytě vodního toku nebo v pobřežním příboji zaoblily hrany. 
Oblázky vznikají erozí starších hornin, magmatického, sedimentárního i metamorfního původu. Jsou většinou opracované, čímž se odlišují od ostrohranných klastů v brekciích. Obroušení oblázků je obvykle způsobeno transportem ve vodě, kde do sebe úlomky hornin narážejí a obrušují se. Vítr v současné zemské atmosféře nedokáže transportovat v suspenzi větší částice než 1 mm a jeho schopnost pohybovat v přízemních vrstvách většími částicemi je malá.
Ve vodních tocích se oblázky stále pohybují po proudu, pokud neuváznou v naplavenině, a to zejména při povodni nebo ledové dřenici. Mezi říčními oblázky se nacházejí vzorky hornin z celého povodí a také antropogenní materiály (keramika, sklo, stavební hmoty...). Postupně se však oblázky z měkčích materiálů zcela rozmělní, takže převažují tvrdé a otěruvzdorné minerály, jako křemen a čedič.  

## Využití
Oblázky se používají ve stavebnictví a v zahradní architektuře jako takzvaný „kačírek“. Ploché oblázky také k zábavě zvané házení žabek. Ve starověkém Římě se z oblázků vyráběla počítadla (tzv. abakus).